# Cargo cult science
 (octobre 2023).
La mise en forme du texte ne suit pas les recommandations de Wikipédia : il faut le « wikifier ».
Les points d'amélioration suivants sont les cas les plus fréquents. Le détail des points à revoir est peut-être précisé sur la page de discussion.
- Les titres sont pré-formatés par le logiciel. Ils ne sont ni en capitales, ni en gras.
- Le texte ne doit pas être écrit en capitales (les noms de famille non plus), ni en gras, ni en italique, ni en « petit »…
- Le gras n'est utilisé que pour surligner le titre de l'article dans l'introduction, une seule fois.
- L'italique est rarement utilisé : mots en langue étrangère, titres d'œuvres, noms de bateaux, etc.
- Les citations ne sont pas en italique mais en corps de texte normal. Elles sont entourées par des guillemets français : « et ».
- Les listes à puces sont à éviter, des paragraphes rédigés étant largement préférés. Les tableaux sont à réserver à la présentation de données structurées (résultats, etc.).
- Les appels de note de bas de page (petits chiffres en exposant, introduits par l'outil «  Source ») sont à placer entre la fin de phrase et le point final[comme ça].
- Les liens internes (vers d'autres articles de Wikipédia) sont à choisir avec parcimonie. Créez des liens vers des articles approfondissant le sujet. Les termes génériques sans rapport avec le sujet sont à éviter, ainsi que les répétitions de liens vers un même terme.
- Les liens externes sont à placer uniquement dans une section « Liens externes », à la fin de l'article. Ces liens sont à choisir avec parcimonie suivant les règles définies. Si un lien sert de source à l'article, son insertion dans le texte est à faire par les notes de bas de page.
- La présentation des références doit suivre les conventions bibliographiques. Il est recommandé d'utiliser les modèles {{Ouvrage}}, {{Chapitre}}, {{Article}}, {{Lien web}} et/ou {{Bibliographie}}. Le mode d'édition visuel peut mettre en forme automatiquement les références.
- Insérer une infobox (cadre d'informations à droite) n'est pas obligatoire pour parachever la mise en page.

Pour une aide détaillée, merci de consulter Aide:Wikification.
Si vous pensez que ces points ont été résolus, vous pouvez retirer ce bandeau et améliorer la mise en forme d'un autre article.
La cargo cult science (littéralement la « science du culte du cargo ») est une méthode de recherche pseudo-scientifique qui privilégie les preuves confirmant une hypothèse supposée. Contrairement à la méthode scientifique, il n’y a aucun effort vigoureux pour réfuter ou poser les limites de l’hypothèse. Le terme cargo cult science a été utilisé pour la première fois par le physicien Richard Feynman lors de son discours d'ouverture en 1974 au California Institute of Technology.
Les cultes du cargo sont des pratiques religieuses apparues dans de nombreuses tribus autochtones à la suite d’interactions avec des cultures technologiquement avancées. En l'occurrence, les peuples aborigènes de Mélanésie ont commencé à vouer un culte aux avions-cargos de ravitaillement américains et japonais, conséquence de la colonisation de ces îles dès le début du XXe siècle.
Le culte se concentre sur l’obtention de la richesse matérielle (le « cargo ») de la culture avancée en imitant les actions qui, selon les autochtones, provoquent l’apparition du cargo : en construisant des pistes d’atterrissage, des avions simulés, des radios simulées, etc.. De même, bien que les science cargo cults semblent suivre les principes de la méthode scientifique, elles n'en ont que l'apparence et, comme un avion sans moteur, ne parviennent pas à produire quoi que ce soit de concret:11.

## Le discours de Feynman

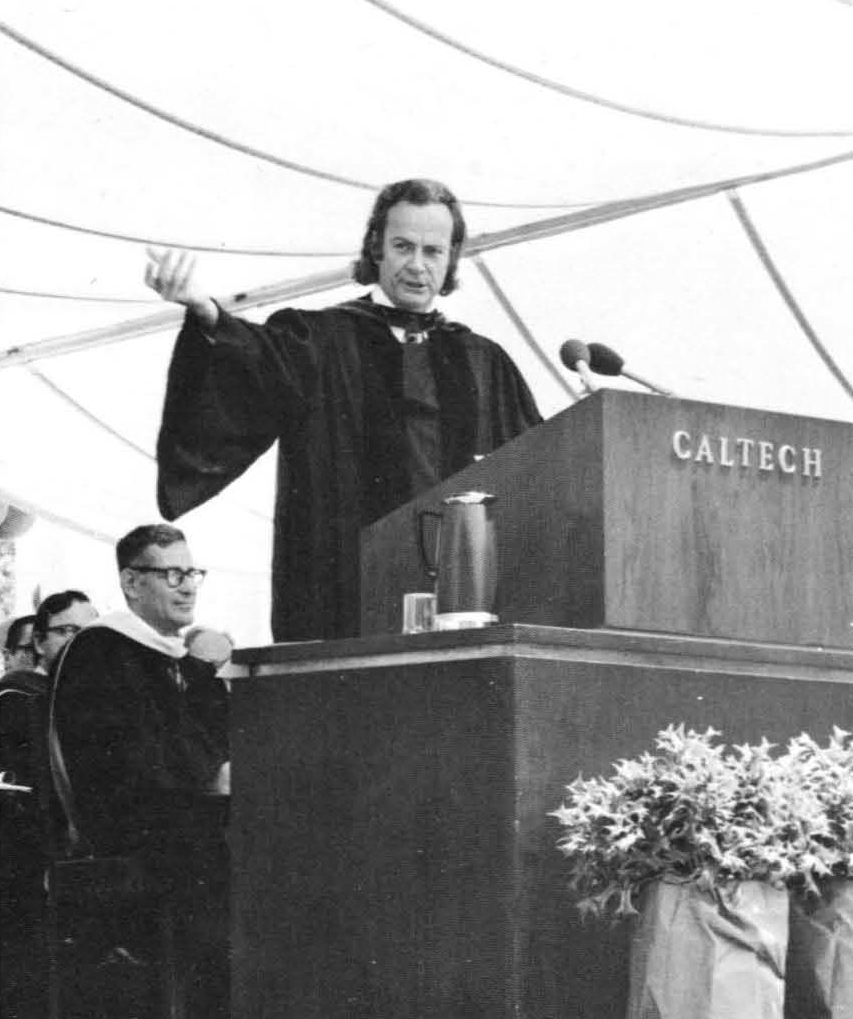
Richard Feynman prononçant le discours d'ouverture du California Institute of Technology en 1974, dans lequel il introduisit le terme « cargo cult science ».